# Área de Relevante Interesse Ecológico da Quinta do Diamante
A Área de Relevante Interesse Ecológico da Quinta do Diamante (popularmente chamada de Parque da Quinta do Diamante) é uma unidade de conservação de uso sustentável localizada no centro de São Luís, criada pelo decreto municipal 49.642, de 27 de setembro de 2017.
Anteriormente o decreto municipal n° 43.824, de 24 de abril de 2013 a unidade foi criada como Parque Temático da Quinta do Diamante.
O Parque do Diamante possui mais de três hectares de área verde, remanescente amazônica, na região central de São Luís. Com criação da unidade de conservação no Diamante, houve como objetivo a limpeza e segurança constante na região, com o objetivo de preservar o patrimônio ambiental e evitar casos de violência no entorno, que já abriga uma vegetação densa com nascentes, fauna e flora diversificadas.
Com a criação da ARIE (área de relevante interesse ecológico) também se buscou proporcionar meios e incentivos para atividades de pesquisa científica, estudos e monitoramento ambiental, proteger e recuperar recursos hídricos, garantir a conservação de fragmento florestal em ambiente urbano.
A criação das unidades de conservação possibilitará a diminuição de temperatura na capital, contenção de erosões, ampliação do território para lazer e recreação, manutenção da qualidade do ar, além de potencializar visitas públicas nos parques.